# Bud Yorkin
Bud Yorkin, pseudonimo di Alan David Yorkin (Washington, 22 febbraio 1926 – Bel Air, 18 agosto 2015), è stato un produttore cinematografico, produttore televisivo, regista e sceneggiatore statunitense.

## Biografia
Dopo aver conseguito la laurea in ingegneria alla Carnegie Tech di Pittsburgh, nel 1963 fondò la Tandem Productions insieme con Norman Lear (spesso accreditata come NorBud Productions, dai nomi dei due soci, Norman e Bud), che inizialmente produsse diversi film per il cinema tra il 1960 e il 1971, col supporto di majors come United Artists e Warner Bros. e, più tardi, molte sitcom famose dell'epoca, come Una signora in gamba (1972), Good Times e Sanford and Son. Yorkin si separerà poi da Lear per fondare la Bud Yorkin Productions, la cui prima produzione sarà il meno fortunato spin-off di Sanford and Son, Grady.
Nel 1976 fondò la TOY Productions insieme a Saul Turteltaub e al produttore di Sanford and Son dal 1974 al 1977, Bernie Orenstein, le cui prime produzioni saranno le serie televisive What's Happening!! e Carter Country. Nel 1982 la grande occasione, con la co-produzione, insieme a Jerry Perenchio, del film cult di fantascienza Blade Runner.
Firmerà pellicole importanti anche come regista; tra i titoli sono da citare Divorzio all'americana (1967), Il ladro che venne a pranzo (1973) e Due volte nella vita (1985).

## Vita privata
È padre dell'autrice e produttrice televisiva Nicole Yorkin e sposato con l'attrice Cynthia Sykes.

## Filmografia

### Produttore

#### Cinema
- Alle donne ci penso io (Come Blow Your Horn) (1963)
- Fate la rivoluzione senza di noi (Start the Revolution Without Me) (1970)
- Cold Turkey (1971)
- Il ladro che venne a pranzo (The Thief Who Came to Dinner) (1973)
- Blade Runner (1982)
- L'affare del secolo (Deal of the Century) (1983)
- Due volte nella vita (Twice in a Lifetime) (1985)
- Mal d'amore (Love Hurts) (1990)
- Trappola d'amore (Intersection)  (1994)
- Blade Runner 2049, regia di Denis Villeneuve (2017)

#### Televisione
- The Soldiers (1955)
- The Tennessee Ernie Ford Show
  - episodio #5.9 (1960)
  - episodio #2.29 (1958)
  - episodio #2.13 (1957)

- An Evening with Fred Astaire (1958)
- Another Evening with Fred Astaire (1959)
- General Electric Theater
  - Love Is a Lion's Roar (1961)

- The Andy Williams Special (1962)
- Barnaby (1965)
- An Evening with Carol Channing (1966)
- The Andy Williams Show (7 episodi, 1963-1967)
- Operation Greasepaint (1968)
- The Many Sides of Don Rickles (1970)
- Robert Young and the Family (1971)
- Duke Ellington... We Love You Madly (1973)
- Good Times
  - The Debutante Ball (1975)

- Sanford and Son (135 episodi, 1972-1977)
- Carter Country (1977)
- The Sanford Arms
  - Phil's Past (1977)
  - Phil's Assertion School (1977)

- What's Happening!! (10 episodi, 1977-1979)
- One in a Million (1980)
- I Love Liberty (1982)

### Regista

#### Cinema
- Alle donne ci penso io (Come Blow Your Horn) (1963)
- Never Too Late (1965)
- Divorzio all'americana (Divorce American Style) (1967)
- L'infallibile Ispettore Clouseau? (Inspector Clouseau) (1968)
- Fate la rivoluzione senza di noi (Start the Revolution Without Me) (1970)
- Il ladro che venne a pranzo  (The Thief Who Came to Dinner) (1973)
- Due volte nella vita (Twice in a Lifetime) (1985)
- Arturo 2: On the Rocks (Arthur 2: On the Rocks) (1988)
- Mal d'amore (Love Hurts) (1990)

#### Televisione
- The Colgate Comedy Hour (come Alan Yorkin) 
  - episodio #4.1 (1953)
  - episodio #3.7 (1952)
  - episodio #3.1 (1952)

- Light's Diamond Jubilee (1954)
- The Tony Martin Show (1954)
- The Spike Jones Show (1954)
- The Soldiers (1955)
- The George Gobel Show (29 episodi, 1954-1956)
- An Evening with Fred Astaire (1958)
- The Tennessee Ernie Ford Show (3 episodi, 1957-1958)
  - episodio #3.10 (1958)
  - episodio #2.29 (1958)
  - episodio #2.13 (1957)

- The Jack Benny Hour (1959)
- Another Evening with Fred Astaire (1959)
- General Electric Theater
  - Love Is a Lion's Roar (1961)
- Bobby Darin and Friends (1961)
- The Andy Williams Special (1962)
- Henry Fonda and the Family (1962)
- An Evening with Carol Channing (1966)
- The Andy Williams Show (7 episodi, 1963-1967)
- Operation Greasepaint (1968)
- Arcibaldo (All in the Family) (1 episodio, 1969)
  - Those Were the Days (1969)

- The Many Sides of Don Rickles (1970)
- Robert Young and the Family (1971)
- Una signora in gamba (Maude)
  - Maude and the Radical (1972)

- Sanford and Son (7 episodi, 1972-1975)
- What's Happening!!
  - The Birthday Present (1976)

- The Sanford Arms
  - Bye, Fred, Hi, Phil (1977)

- Carter Country
  - Hail to the Chief (1977)
- P.O.P. (1984)

#### Attore
- Giorni di gloria... giorni d'amore (For the Boys) (1991)